# Granicus Valles
Granicus Valles ist ein erstarrter Lavakanal in der Region Utopia Planitia auf dem Mars. Es ist 778 km lang und wurde nach dem Fluss Granikos in Kleinasien benannt.